# Freccia Vallone 1950
La Freccia Vallone 1950, quattordicesima edizione della corsa, si svolse il 1º maggio 1950 per un percorso di 235 km. La vittoria fu appannaggio dell'italiano Fausto Coppi, che completò il percorso in 6h24'40" precedendo i belgi Raymond Impanis e Jan Storms.
Al traguardo di Liegi furono 33 i ciclisti, degli 87 partiti da Charleroi, che portarono a termine la competizione.

## Ordine d'arrivo (Top 10)
| Pos. | Corridore          | Squadra            | Tempo    |
| ---- | ------------------ | ------------------ | -------- |
| 1    | Fausto Coppi       | Bianchi            | 6h24'40" |
| 2    | Raymond Impanis    | Alcyon-Dunlop      | a 5'05"  |
| 3    | Jan Storms         | Terrot             | s.t.     |
| 4    | Marcel De Mulder   | Alcyon-Dunlop      | s.t.     |
| 5    | Maurice Blomme     | Bertin             | s.t.     |
| 6    | René Walschot      | Dilecta            | s.t.     |
| 7    | Lionel Vanbrabandt | Mercier-Hutchinson | s.t.     |
| 8    | Jozef Verhaert     | Mercier-Hutchinson | s.t.     |
| 9    | Eduard van Ende    | Peugeot            | s.t.     |
| 10   | Jean Breuer        | Automoto           | s.t.     |